# 新・サンデートーク
『新・サンデートーク〜ごきげんよう草柳です』（しん・サンデートーク ごきげんようくさやなぎです）は、東北6県と新潟県の民放7局で毎週日曜の午前に放送されていたフジテレビ系列局の仙台放送製作のトーク番組である。東北電力の一社提供。

## 番組名の変遷
前身は、1974年度に祝日を中心に不定期に放送された『ホリデートーク』。これがレギュラー化し、1975年7月6日に『サンデートーク』と題してスタートした。1980年5月4日放送分からはタイトルが『新・サンデートーク』になった。いずれのタイトルにもサブタイトルとして『ごきげんよう草柳です』が付く。1994年9月11日、計1000回の放送をもって20年間の歴史に幕を下ろした。

## 内容
司会は評論家の草柳大蔵が務めた。毎回1人のゲストを招き、社会問題などについて話を聞く。
基本的には仙台放送のスタジオで草柳とゲストが対談する形式だが、年に数回は放送エリア内（東北6県+新潟県）で公開録画が行われ、その模様を放送する回もあった。
『サンデートーク』第1回放送日の『河北新報』に掲載された新聞広告には、「東北にかかわりの深い人物を中心に毎回多彩なゲストを迎え、その話し合いのなかで、現代が抱える諸問題の核心をついていくユニークなトーク番組」と宣伝されている。『新・サンデートーク』と改題するにあたり、内容を人物本位からテーマ本位へ変化させている。
スポンサーの東北電力にとって（1971年頃に仙台放送で『電力に生きる』という広報番組を制作しているが）、本格的な番組提供はこれが初めてだった。

## ネット局
・開始当初のネット局は仙台放送、青森放送、岩手放送、秋田放送、山形放送、福島テレビ、新潟放送の7局。全てVHF局で、FNS系列（仙台放送と福島テレビが加盟）といったネットの仕方をしていない。ちなみに、キー局である仙台放送以外は各県の先発局だった。なお本番組放送中にフジテレビ系列UHF局へのネット局交代が行われたのは秋田県のみで、1975年10月からはABSに代わりフジテレビ系UHF第2局の秋田テレビで放送された。
東北6県+新潟県という組み合わせは東北電力の営業区域であり、この後に他局で制作される東北電力提供のブロックネット番組もほとんどが7局ネットである。
青森放送ではこの番組をネットしていた関係で、本来のネット関係にあったミヤギテレビ（MMT）制作の東北電力提供番組が青森テレビ（ATV）にネットされていた。当番組終了後に『今、きらめいて』放送期間中の1995年4月にATVと枠を交換、MMTの番組で生じていたねじれは解消された。
岩手県では1991年4月にフジテレビ系新局として岩手めんこいテレビ（mit）が開局したが、岩手放送（IBC、現在のIBC岩手放送）に東北電力とのスポンサー契約が継続されていた関係もあってか、IBCは最終回まで放送された。また後番組の『今、きらめいて』もIBCにスポンサー契約が継続されていた関係からか、最初からmitに移行せずにIBCで放送された。
放送時間は仙台放送・福島テレビ・秋田テレビでは一貫して毎週日曜 10:00 - 10:30。この為、仙台放送と福島テレビでは『笑っていいとも!増刊号』は12:00 - 、秋田テレビは翌週土曜日12：30-の時差ネットだった。ネット局ではそれぞれ異なるが、主に日曜の午前に放送されていた。1987年から『FNSの日』（『FNS27時間テレビ』）放送時は年によって別時間帯へ移動あるいは休止の措置を取っていた。また、『いいとも!増刊号』が正月にスペシャルを放送する際も本番組は休止になり、『増刊号』を同時ネットで放送している。
また青森放送と山形放送では1978年以降『24時間テレビ 「愛は地球を救う」』と重なった週も休止せず（24時間テレビを中断する形で）、通常通り放送された。
山形県では本来フジテレビ系列だった山形テレビ（YTS）でネットされるのが自然だったが、YBCにスポンサー契約が継続されていた関係から最終回まで放送された。ちなみにこの番組の放送期間中にYTSがテレビ朝日系列フルネット局に移行し、YBCが日本テレビ系列一本化後は両局共にフジテレビからフジテレビ系列の番組販売を拒否されていた。この番組は例外としてYBCにスポンサーの契約が継続されていたこともあってか、フジテレビからYBCへのフジテレビ系列番組販売の拒否の対象から除外されていた。
新潟県ではこの番組の放送期間中に、新潟総合テレビ（NST、現在のNST新潟総合テレビ）がフジテレビ系フルネット局に一本化されたが、新潟放送（BSN）にスポンサー契約が継続されていた関係からか最終回まで放送された。また後番組の『今、きらめいて』もBSNにスポンサー契約が継続されていた関係からか、最初からNSTに移行せずにBSNで放送された。

## 後継番組
本番組の後に放送された仙台放送制作、東北・新潟7県ネットの東北電力一社提供番組は以下の通り。
- 今、きらめいて（1994年9月 - 2001年3月） - 草柳が「監修」という形でクレジットされていた。
- ぼくらの時代（2001年4月 - 2005年9月） - この番組から月1回の放送。同時に青森以外の各県ではフジテレビ系列局（mit - 仙台放送 - AKT - SAY - FTV - NST）での放送で統一された。
- 情熱エンジン（2005年10月 - ） - ただし、東日本大震災発生以降は無期限休止状態となっている。